# Montfaucon (Lot)
Montfaucon (en occitano Montfalcon) es una comuna y población de Francia, en la región de Mediodía-Pirineos, departamento de Lot, en el distrito de Gourdon y cantón de Labastide-Murat.
Su población en el censo de 2004 era de 568 habitantes.
Está integrada en la Communauté de communes du Causse de Labastide-Murat.

## Demografía
| 1765 | 1774 | 1694 | 1611 | 1541 | 1415 | 1156 | 928 | 866 | 801 | 823 | 785 | 590 | 590 | 331 | 354 | 433 | 472 | 404 | 403 |
| Para los censos de 1962 a 1999 la población legal corresponde a la población sin duplicidades (Fuente: INSEE [Consultar]) |      |      |      |      |      |      |     |     |     |     |     |     |     |     |     |     |     |     |     |